# Dunkleosteidae
A Dunkleosteidae a Placodermi osztályába és az Arthrodira rendjébe tartozó család.

## Tudnivalók
A Dunkleosteidae páncélos őshalcsalád korábbi neve Dinichthyidae volt, azonban az újabb kutatások, azt mutatták, hogy a Dunkleosteus és a legközelebbi rokonai, nem állnak szoros kapcsolatban a korábbi taxonnév típusfajával, az úgynevezett Dinichthys herzerivel, mely mostanra családjának az egyetlen képviselőjévé vált. Az újabb kutatások szerint, a Dunkleosteidae és a Dinichthyidae, az Arthrodira rendnek két, különböző kládja. A páncélos őshalak legfajgazdagabb családja. Ezek az állatok a devon korban éltek, az emsitől egészen a famenniig. A család legnagyobb faja, a Dunkleosteus terrelli volt, és korának a csúcsragadozója lehetett. Egy televíziós sorozatban, melynek „Sea Monsters” a címe, a Dunkleosteus terrelli is szerepel.

## Rendszerezés
A következő nemeket fogadják el:
- Dunkleosteus Lehman, 1956 - típusnem
- Eastmanosteus (Eastman, 1897)
- Golshanichthys
- Heterosteus
- Yinosteus[3]
- Herasmius[4]
- Kiangyousteus
- Xiangshuiosteus Wang, 1992

### Fordítás
- Ez a szócikk részben vagy egészben  a   Dunkleosteidae című angol Wikipédia-szócikk ezen változatának fordításán alapul.  Az eredeti cikk szerkesztőit annak laptörténete sorolja fel. Ez a jelzés csupán a megfogalmazás eredetét és a szerzői jogokat jelzi, nem szolgál a cikkben szereplő információk forrásmegjelöléseként.